# 右千牛卫
右千牛卫，中国古代禁卫军指挥机构。唐朝十六卫之一。

## 历史
隋文帝时设置右领左右府。设右领左右府大将军一人、正三品，右领左右府将军二人、从三品。与左领左右府同掌侍卫皇帝左右的亲信禁军、供御兵仗。掌领千牛备身、备身左右等侍卫皇帝左右。千牛备身十人，掌执于牛刀；备身左右十二人，掌供御弓箭；备身六十人，掌宿卫侍从；有长史、司马，录事及仓、兵二曹参军事，铠曹行参军等属官。
隋炀帝大业三年（607年），右领左右府分为右备身府、右骑卫府。右骑卫府属于十二卫，左右备身不领府兵，管理侍卫左右。设备身郎将一员为长官，直斋二员以为副，与左备身府一起管理侍卫皇帝左右的亲信禁军。统千牛左右、司射左右。有长史、录事及司兵、仓、骑曹参军等员。以折冲郎将三员总领骁果，以果毅郎将三员为其副。骁果分置左、右雄武将府，各设雄武郎将率领，武勇郎将为其副。下有司兵、司骑二局，并设置参军事。
唐高祖武德五年（622年）右备身府改为右府。唐高宗显庆五年（660年）改为右千牛府。龙朔二年（662年）改右千牛府置右奉宸卫，旋改为右千牛卫。
右千牛卫设大将军一人、将军二人、中郎将二人，和左千牛卫统率亲近禁军，一起管理侍卫宫禁和供御兵器仪仗，不领府兵。受朝的时候，在御座左右侍列。
- 右千牛卫大将军一人，正三品。置上将军之前，为右千牛卫长官。掌侍卫禁及供御兵器仪仗，皇帝受朝之日，领备身左右升殿列侍，亲射则率属以从。
- 右千牛卫将军二员，从三品。协掌侍卫宫禁及供御兵器仪仗。
- 右千牛卫中郎将二员，正四品下，掌供奉侍卫，辅佐大将军，宣告口敕。

右千牛卫属官还有长史、录事、兵曹参军、胄曹参军、千牛备身、备身左右、主仗等。武周天授二年（691年）加置四色官，唐德宗贞元二年（788年）设上将军一人，在大将军之上。右千牛卫上将军，从二品。掌侍卫宫禁及供御兵器仪仗，管理千牛及备身左右以御刀仗升殿供奉。
辽朝也设置右千牛卫，设大将军、上将军、将军，为加官，领折冲都尉、果毅都尉。
北宋右千牛卫上将军、大将军、将军、中郎将置为环卫官，无定员、无职掌，多让宗室担任，也作为武臣赠典或武官责降散官。元丰改制前右千牛卫上将军为三品，后为从三品。右千牛卫大将军降为正四品，右千牛卫将军降为从四品。南宋多不除授，宋孝宗隆兴年间复置右千牛卫上将军、大将军、将军。

## 人物
- 645年，右领左右府长史强伟
- 679年，右千牛卫将军李景嘉
- 683年，右千牛将军郭齐宗
- 武周，右千牛卫将军安平王武攸绪
- 705年，右千牛将军王同皎
- 唐睿宗时，右千牛卫将军薛崇训（太平公主之子）
- 857年，右千牛大将军宋涯
- 936年，后唐末帝任用张令昭为右千牛卫将军
- 950年，右千牛卫大将军赵凤
- 958年，南唐右千牛卫上将军边镐